# Bob DeMeo
Bob DeMeo est un batteur de jazz né à Brooklyn, New York, le 22 juillet 1955 et mort le 12 février 2022.

## Biographie
Influencé par l'un de ses cousins, Bob DeMeo commence très tôt à étudier la batterie. A six ans, il peut jouer un rythme de rock basique et, à douze ans, il se produit déjà professionnellement. Ce n'est qu'en 1979 qu'il se tourne vers le jazz : il étudie avec Vernel Fournier et Charli Persip. Au début des années 1980, il devient le batteur maison du Blue Note de New York, où il accompagne George Benson, Nancy Wilson, Ted Curson, Jon Hendricks. Il s'installe à Paris à la fin de la décennie et se produit régulièrement dans les clubs de la capitale, aux côtés de Michel Graillier lorsqu'il joue avec le saxophoniste Hal Singer, Joe Lee Wilson, Wayne Dockery. De même, il joue début des années 1990 avec le quartet de Philippe Sellam et Gilles Renne avec qui il enregistre l'album "vent d'Est". Il retourne aux États-Unis en 1999.
Si le jeu de Bob DeMeo appartient clairement à la grande tradition bebop, on y décèle aussi parfois l'influence des joueurs de congas qu'il a entendus enfant. Malheureusement très peu enregistré, il est, en solo, de ces batteurs rares qui connaissent la valeur du silence, en même temps qu'un merveilleux accompagnateur, maître du shuffle.